# Leptogaster fulvipes
Leptogaster fulvipes là một loài ruồi trong họ Asilidae. Leptogaster fulvipes được Bigot miêu tả năm 1879. Loài này phân bố ở miền Australasia.